# Изгиб Хофмайстера

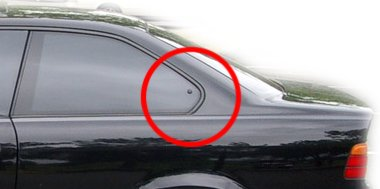
Изгиб Хофмайстера на автомобиле BMW E36.

Изги́б Хофма́йстера (нем. Hofmeister-Knick, англ. Hofmeister kink) — элемент экстерьера автомобилей BMW, который оставался неизменным с 1961 года. Это характерный изгиб задней стойки кузова. Появился он впервые на модели BMW 3200CS (дизайн итальянского ателье Bertone) и с тех пор его можно встретить на всех серийных моделях этой марки. Называется по имени Вильгельма Хофмайстера, возглавлявшего фирменный отдел дизайна с 1959 по 1970 год. В раннем варианте в образованном изгибом треугольнике часто размещался крупный логотип фирмы в круглом медальоне.

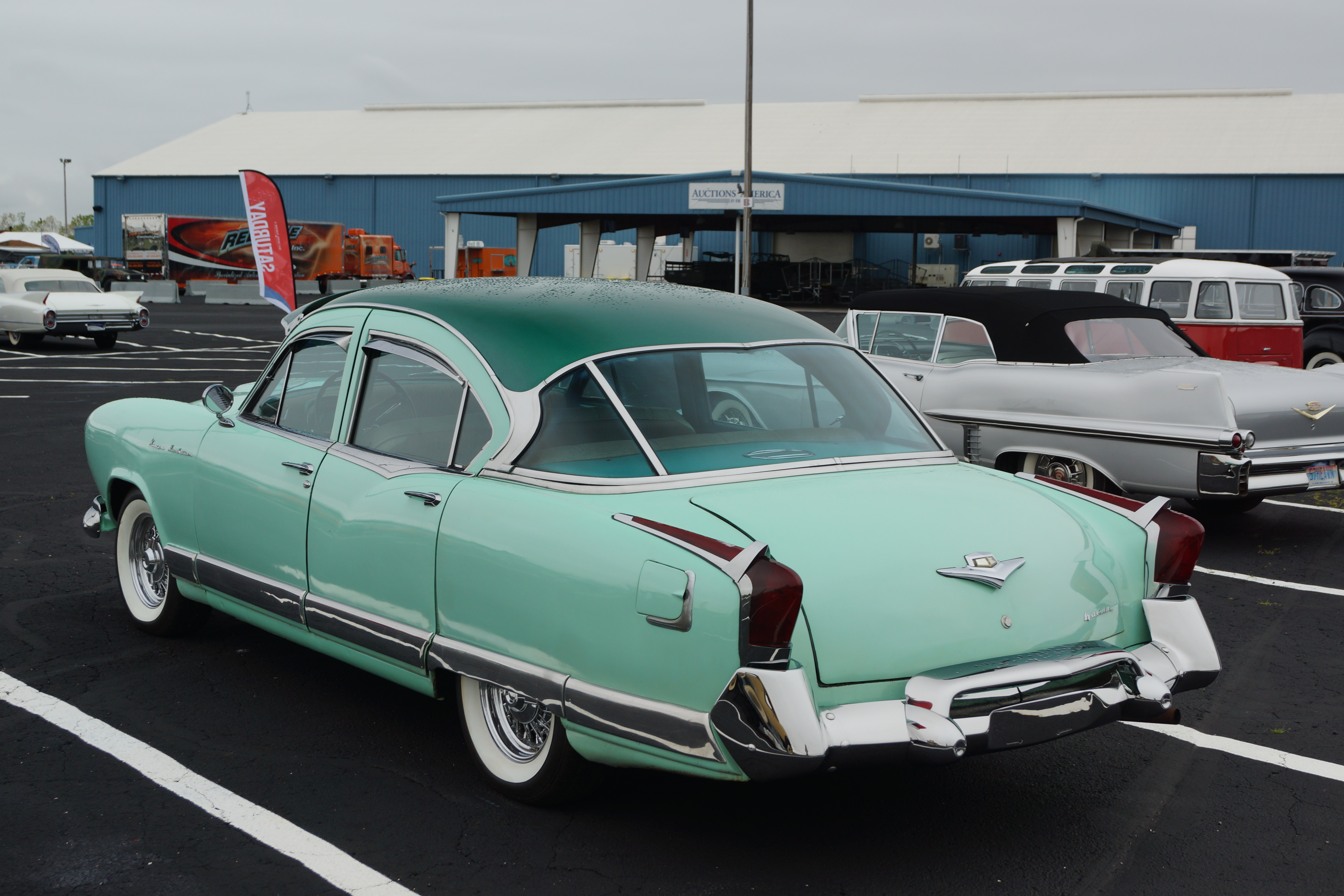
Kaiser Carabela (1958—1962) с характерным изгибом задней стойки кузова

Многие поклонники убеждены, что именно Вильгельм Хофмайстер был автором изгиба на задней стойке, который на деле должен был одновременно усилить саму стойку и при этом увеличить обзорность назад. На деле ещё в 1951 м году американский дизайнер Говард «Датч» Даррин применил такой приём на автомобилях марки Kaiser моделей Manhattan и Frazer, через семь лет такой изгиб на задней стойке появился на Kaiser Carabella и впервые на европейской машине — Lancia Flaminia Sport с кузовом работы ателье Zagato. И только в 1961 году Хофмайстер применил этот дизайнерский элемент на BMW. С этого момента многие фанаты марки уверены, что только на BMW могла и может использоваться этот характерный элемент дизайна. Само по себе название «изгиб Хофмайстера» применяется только по отношению к моделям BMW, для которых этот элемент стал неотъемлемой частью облика.
Стоит уточнить, что ни одна из ранних разновидностей изгиба Хофмайстера не вошла столь плотно в историю, как линия кузова, применяемая на автомобилях BMW. В этом, во многом, заслуга главных шеф-дизайнеров BMW, которые, в отличие от шеф-дизайнеров множества других автомобильных брендов, передают свою стилистическую идеологию вот уже многие десятилетия из поколения в поколение.
Первоначально изгиб Хофмайстера нёс функциональную нагрузку — укреплял заднюю стойку крыши, позволяя получить приемлемую прочность, сохранив её визуально лёгкой и «воздушной», обеспечив хороший обзор назад; в наше время он существует уже только как элемент дизайна.
Также в официальных промоматериалах фирма BMW утверждает, что такая форма задней стойки крыши подчёркивает использование во всех её автомобилях привода на заднюю ось (или полного с большей частью крутящего момента на задней оси). Однако и с появлением переднеприводных модификаций серии 2 в кузове F45/F46 в 2014 году изгиб Хофмайстера не исчез из их экстерьера.

## Галерея

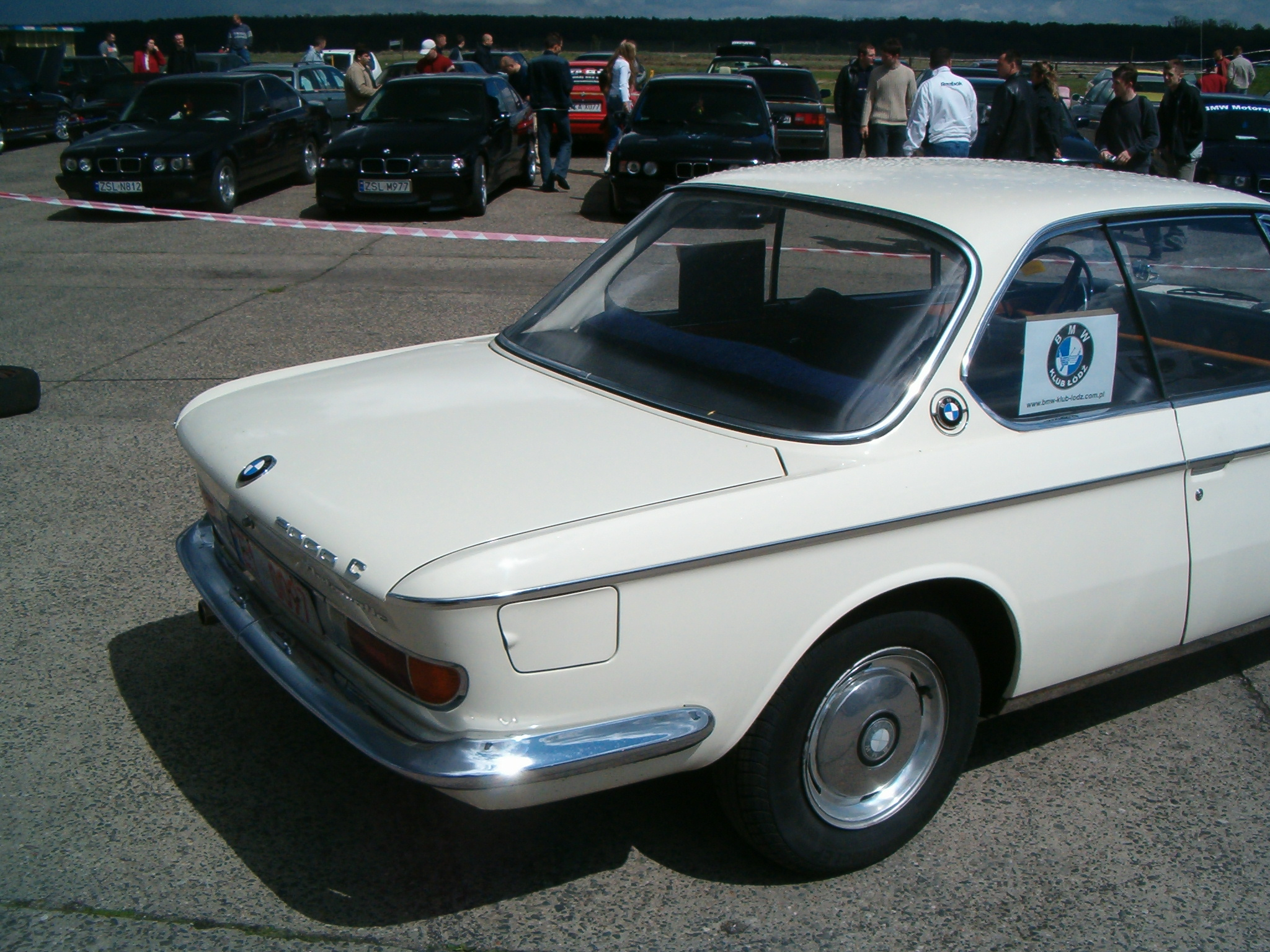
На BMW 2000 CS, с логотипом BMW в центре
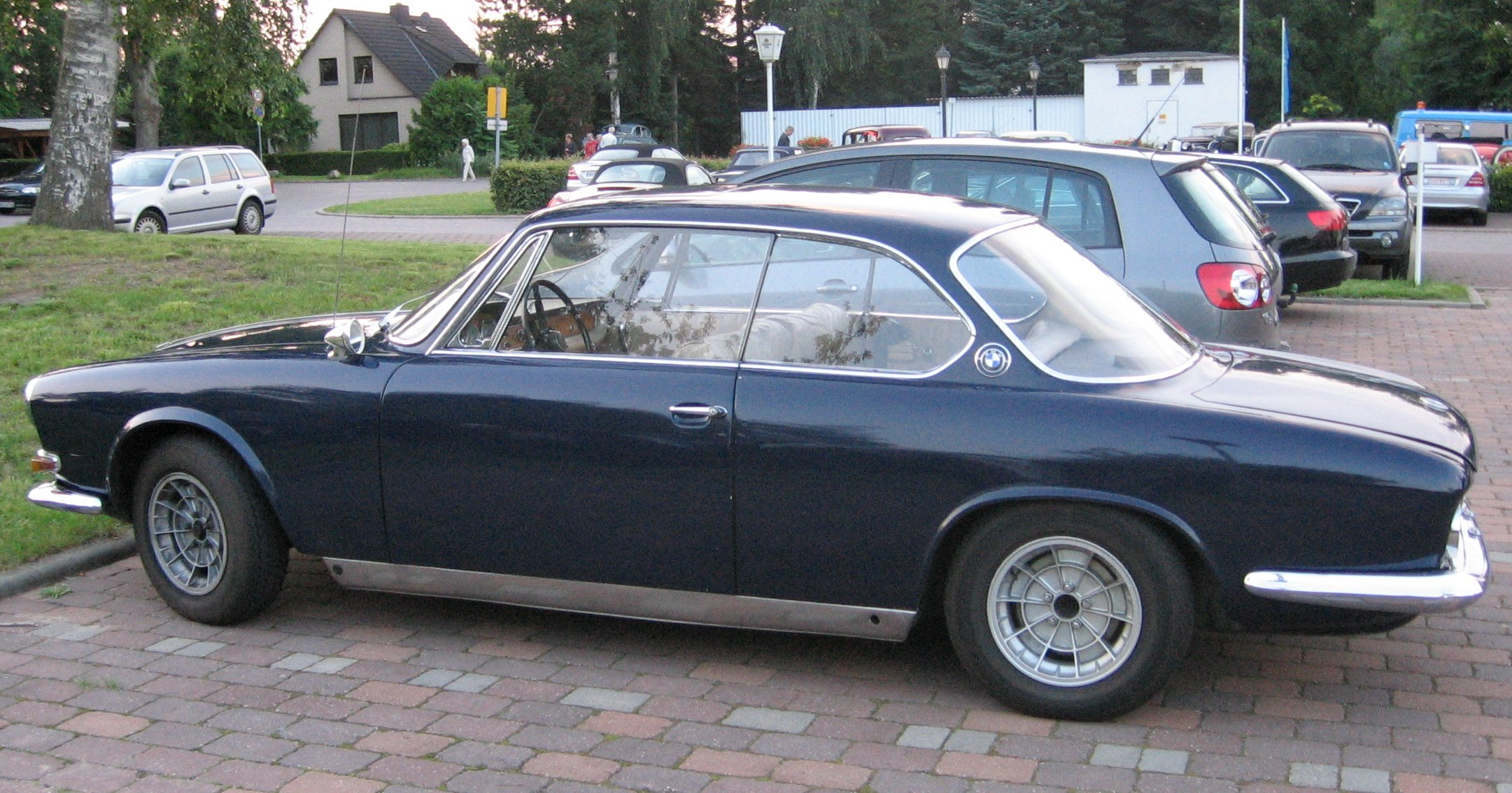
На BMW 3200 CS
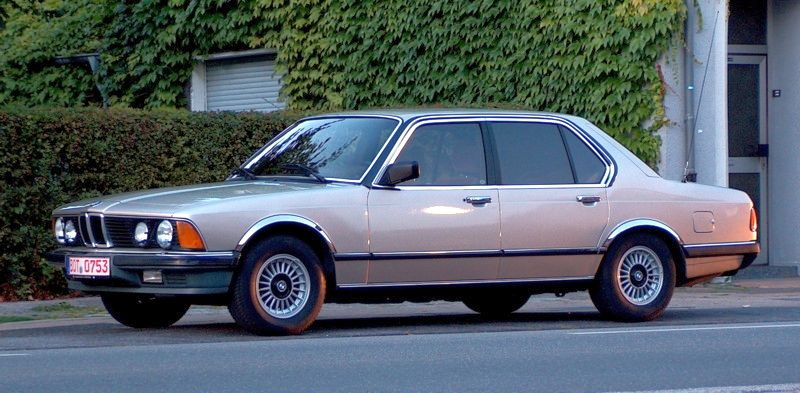
На BMW 7-й серии (E23)
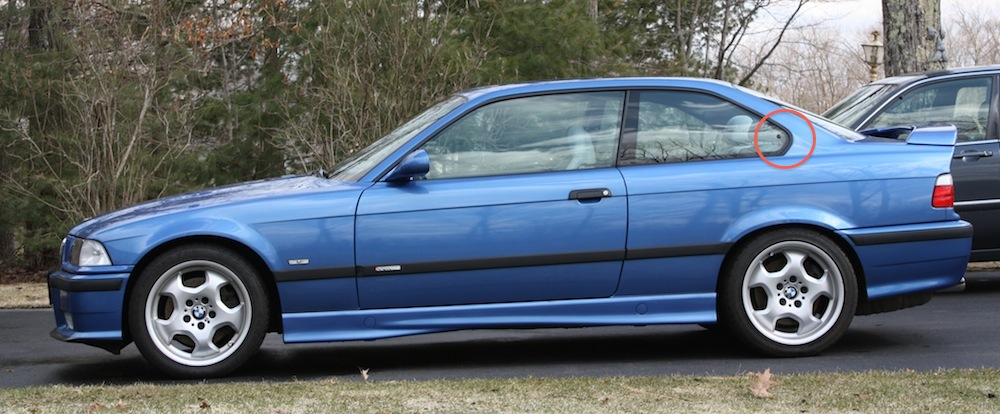
На BMW M3 (E36)
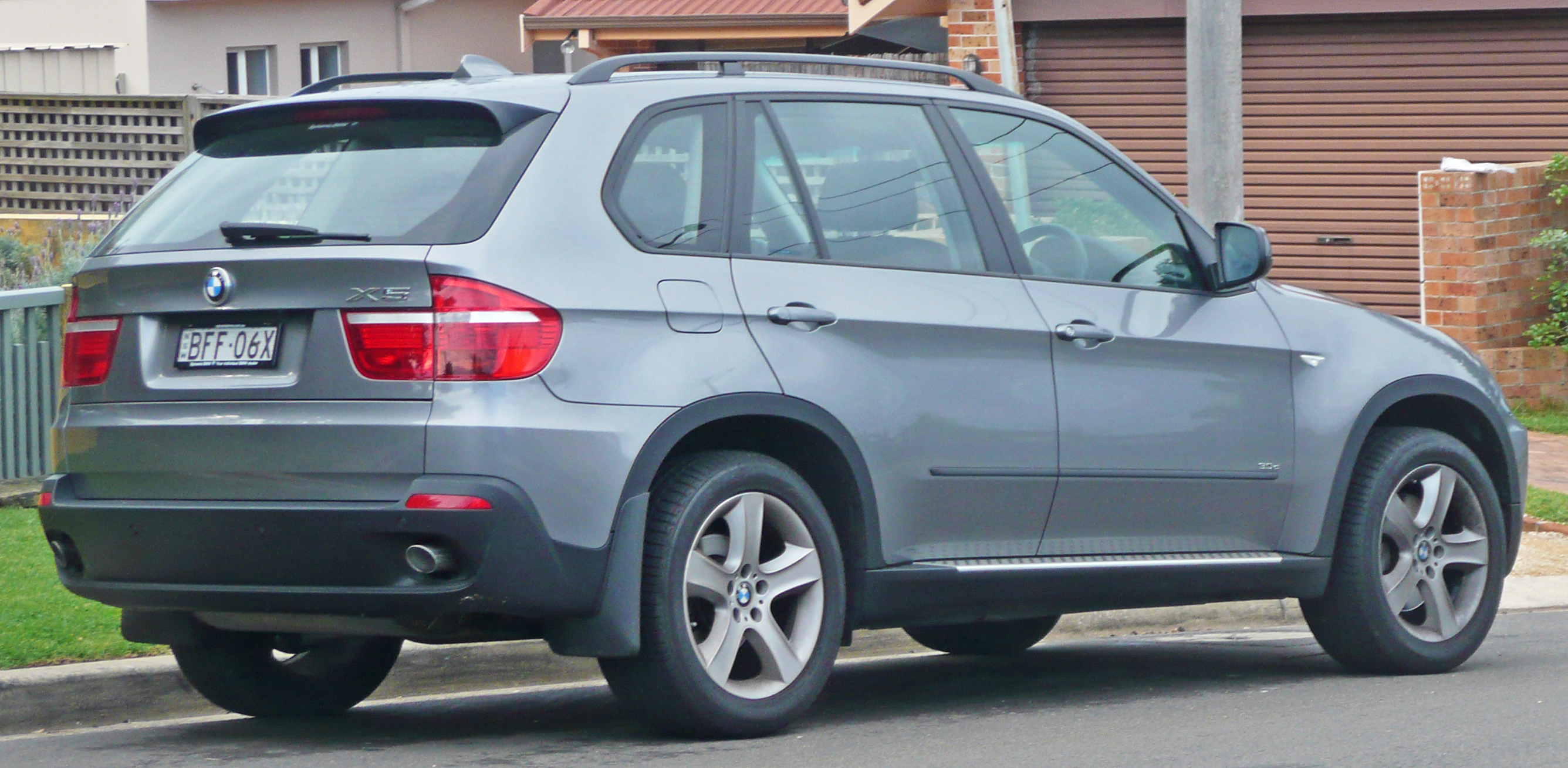
На BMW X5 (E70)
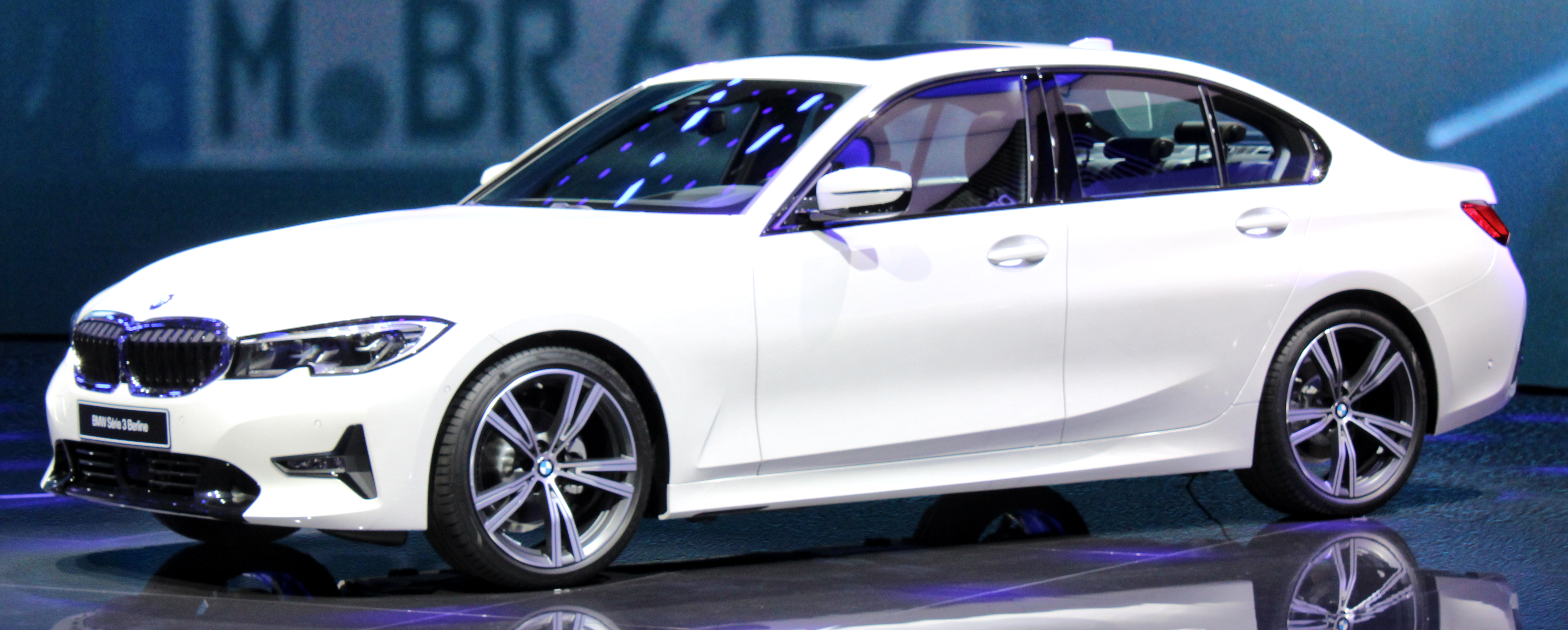
На BMW 3-й серии (G20)